# 甘い罠 (曲)
「甘い罠」（あまいわな、英語: I Want You to Want Me）は、アメリカ合衆国のロックバンド、チープ・トリックの楽曲。本作が1975年に初演された後、1977年に発表されたバンドの2枚目のアルバム『蒼ざめたハイウェイ』に収録され、このアルバムから最初にリリースされたシングルとなったが、全米チャートには登場しなかった。しかし、日本ではヒットし、チャートの首位に立った。本作と、それに先んじて日本でシングルを出していた『今夜は帰さない』、さらにその後に出された『サレンダー』がヒットしたことで、後に有名となった1978年4月の日本武道館でのコンサートが行われ、その模様はライブ録音されて、バンドにとっても最も成功したアルバム『チープ・トリックat武道館』が生まれた。『チープ・トリックat武道館』からシングル・カットされた「甘い罠」のライブ版は、1979年にリリースされて Billboard Hot 100 の7位まで上昇し、バンドにとって最大のヒット曲となった。ライブ版のシングルは100万枚以上売れ、アメリカレコード協会からゴールドディスクの認定を受けた。カナダでは、RPM誌のチャートで2週連続で2位を獲得した。本作のライブ版シングルは、イギリスでもバンドにとって最大のヒットとなり、全英シングルチャートでは最高位29位を獲得した。
このシングルは、カナダでも5万枚が売れ、1979年9月にゴールドディスクに認定された。

## バージョンの違い
本作のライブ版は、アルバム版よりも速いテンポで演奏されており、それがヒットに繋がった。また、アルバム版では「Didn't I, didn't I, didn't I see you cryin' (cryin)」という歌詞のところでエコーがかけられているが、ライブ版ではエコーは聞かれない。ライブ版では2か所のギター・ソロが組み込まれているが、スタジオ版では2度目はギターではなくピアノによるフィルとなっている。1976年から1977年にかけて、チープ・トリックは、1975年から1976年にかけてのコンサートにおける演奏と同じスタイルのバージョンをスタジオで録音した。このバージョンは、劇的なボーカル、速いテンポ、2か所のギター・ソロが特徴となっていた。この録音は1996年にリリースされている。本作は1976年に最初の録音が行なわれており、その最初のバージョンは、バンドが元々演奏していた形に近い「別テイク (alternate)」（結果的に本作の最初のシングルとなったバージョン）と、違いはほとんど無いが、曲の構成には少し違いがある。この最初のバージョンも、1998年にリリースされた。

## 評価
2007年に出版された『Shake Some Action: The Ultimate Power Pop Guide』のチープ・トリックの項目では、代表曲20曲がレビューされている。この中には「甘い罠」も含まれており、執筆者のジョン・M・ボラック は、「『蒼ざめたハイウェイ』のバージョンは大胆さが欠けていたが、大ヒット作となった『チープ・トリックat武道館』からヒットしたバージョンは、これを補うものになっている。歴史のひとこまであり、とびきりクールな曲で、捨てるには惜しい」と記している。

## チャート成績
| チャート (1977年)                     | 最高位 |
| ------------------------------------- | ------ |
| Canada Top Singles (RPM)              | 97     |
| US Record World Singles Chart 101-150 | 119    |

| チャート (1979年)                    | 最高位 |
| ------------------------------------ | ------ |
| オーストリア (Ö3 Austria Top 40)     | 15     |
| ベルギー (Ultratop 50 Wallonia)      | 1      |
| ベルギー (VRT Top 30 Flanders)       | 1      |
| Canada Top Singles (RPM)             | 2      |
| ドイツ (GfK Entertainment charts)    | 18     |
| 日本 (オリコン)                      | 1      |
| オランダ (Dutch Top 40)              | 1      |
| ニュージーランド (Recorded Music NZ) | 23     |
| UK シングルス (OCC)                  | 29     |
| US Billboard Hot 100                 | 7      |
| US (Cash Box)                        | 3      |
| 西ドイツ (Official German Charts)    | 18     |

| チャート（1979年）   | 順位 |
| -------------------- | ---- |
| カナダ (RPM)         | 11   |
| US Billboard Hot 100 | 34   |
| US Cash Box          | 27   |

## 認定
| 国/地域                                                       | 認定 | 認定/売上数 |
| ------------------------------------------------------------- | ---- | ----------- |
| カナダ (Music Canada)                                         | Gold | 75,000^     |
| アメリカ合衆国 (RIAA)                                         | Gold | 1,000,000^  |
| ^ 認定のみに基づく出荷枚数 · 認定のみに基づく売上数と再生回数 |      |             |

## リリース
- 1977年：蒼ざめたハイウェイ
- 1978年：From Tokyo to You（プロモーション用）
- 1979年：チープ・トリックat武道館 (1978年4月28日録音)
- 1991年：グレイテスト・ヒッツ
- 1991年：映画『クイーンズ・ロジック/女の言い分・男の言い訳』 - サウンドトラック
- 1996年：セックス・アメリカ・チープ・トリック - コンピレーション・アルバム（1976-77年録音のバージョン）
- 1997年：映画『プライベート・パーツ』 - サウンドトラック
- 1998年：チープ・トリック - 1998年再発（初期録音バージョン）
- 1998年：Cheap Trick at Budokan: The Complete Concert
- 1999年：That '70s Album (Rockin') - テレビ番組『ザット'70sショー』のサウンドトラック
- 1999年：ミュージック・フォー・ハングオーヴァーズ』
- 2000年：Authorized Greatest Hits - コンピレーション・アルバム

## カバー・バージョン
- タイガーテイルズ（英語版） - 1987年に発売されたアルバム『Young and Crazy』に収録[26]。
- ロブ&ファブ（英語版） - 1993年に発売されたアルバム『Rob & Fab』に収録[27]。ラップが追加されている。
- プロパガンディ（英語版） - 1993年に発売されたアルバム『How To Clean Everything』に収録[28]。
- レターズ・トゥ・クリオ（英語版） - 1999年に公開された映画『恋のからさわぎ』のサウンドトラックとしてカバー[29]。
- ドワイト・ヨアカム - 2000年に発売されたアルバム『Tomorrow's Sounds Today』に収録[30]。
- リンジー・ローハン - 2005年に発売されたアルバム『A Little More Personal (Raw)』に収録[31]。
- クリス・アイザック - 2006年に発売されたアルバム『Best of Chris Isaak』に収録[32]。
- ホームズ・ブラザーズ（英語版） - 2007年に発売されたアルバム『State of Grace』に収録[33]。
- ガエル・ガルシア・ベルナル - 2008年に公開された映画『ルドandクルシ』のサウンドトラックとして歌唱。スペイン語でのカバーで、タイトルも「Quiero Que Me Quieras」となっている[34]。
- アリソン・ミシェルカ -  2009年に公開された映画『バンドスラム（英語版）』のサウンドトラックとして歌唱[35]。
- KSM（英語版） - 2009年に発売されたアルバム『Read Between the Lines』に収録[36]。
- ブルック・エリオットとジェイミー・レイ・ニューマン - 2010年に放送されたテレビドラマ『私はラブ・リーガル』のサウンドトラックとして歌唱。
- ミレーヌ・ファルメール - 2015年に発売されたアルバム『Interstellaires』に収録[37]。

## 文化的影響
- スティーヴン・コルベアは、ショーの前には必ず武道館ライブ版の本作をかけて気合いを入れていると言われる[38]。
- ライブ版は、ビデオ・ゲーム『Band Hero』に用いられており、音楽ビデオ・ゲーム『Rock Band 3』でもダウンロードできる曲のひとつになっている。
- アメリカのテレビドラマ『Scrubs〜恋のお騒がせ病棟』の第1話では、主人公のふたり（"J.D."とエリオット）が初めて出会う場面で本作が流れる。
- アメリカのテレビドラマ『ドーソンズ・クリーク』の第92話では、ジョーイ・ポッター（英語版） がナイトクラブで本作を演奏している場面がある。